# アリスター・カミング
アリスター・ヘンリー・カミング（1953年2月14日 - ）はカナダの言語学者、トロント大学の名誉教授。1980年代の第二言語での作文プロセスの初期の研究、第一言語から第二言語へのライティングスキルの移行の確立、教育心理学から第二言語ライティング研究の研究への目標理論への応用、および言語評価論への貢献で著名。

## キャリア
カミングは、1975年にブリティッシュコロンビア大学で文学士号を取得し、 1979年に文学修士号を取得した。彼は1988年にトロント大学で博士号を取得した。
彼は、Journal of Second Language Writingの編集委員会のメンバーであり、Language Learningを含む様々な学術および専門誌で編集者を務めた。
プロジェクト「専門家の間で評価の文化を奨励する」（ECEP）のメンバーでもあった。

## 研究
カミングの研究は主に言語ライティングに関することである。教育心理学から目標理論を採用して、第二言語のライティング開発を研究した。主な主張は、目標は、ジレンマ、意図、または結果の3つの異なる方法で現れる可能性があるというものだった。また、目標が第二言語の書き方の発達において重要な役割を果たすと主張した。
- 2014年：中国教育省からの長江学者奨学金
- 2016年：イェディテペ大学でのTÜBİTAK奨学金
- 2009年：コペンハーゲン大学から名誉博士号を取得

## 主著

### 本
- Goals for Academic Writing. (2006)[5]
- Adolescent Literacies in a Multicultural Context. (2012)[6]

### 記事
2018年9月11日現在。 
- "Learning to write in a second language: Two decades of research." (2001)
- "The contribution of studies of foreign language writing to research, theories and policies." (2009)
- "What needs to be developed to facilitate classroom-based assessment?" (2009)
- "Assessing academic writing in foreign and second languages." (2009)
- "Language assessment in education: Tests, curricula, and teaching." (2009)
- "Comparative research, research syntheses, and adopting instruments in second language writing." (2012)
- "Multiple Dimensions of Academic Language and Literacy Development." (2013)
- "Assessing integrated writing tasks for academic purposes: Promises and perils." (2013)
- "Design in four diagnostic language assessments." (2015)
- "Research for and Within Literacy Instruction in Secondary Schools." (2015)